# Linkin Park Underground XIII
Linkin Park Underground XIII (abreviado como LPU XIII ou LPU 13) é o décimo quinto CD lançado pela banda americana de rock Linkin Park para o seu fanclub oficial, o LP Underground. O EP foi lançado em novembro de 2013.

## Antecedentes
Nesse EP contém demos que vão desde as sessões de gravação do álbum Meteora até as sessões de gravação do Living Things.
O álbum também possui duas faixas, não feitas pela banda, que são "Truth Inside A Lie" de Ryan Giles e "Change" por Beta State, vencedores da competição LPU Sessions. Os dois artistas foram convidados a trabalhar com a banda no estúdio, e os produtos foram lançados nesse CD.
O vencedor do concurso de design "Castle of Glass", Andhika Nugraha (também conhecido como Dika Toolkit), também esteve envolvido com o lançamento. Não só ele recebeu um prêmio em dinheiro de US$ 1000 e também recebeu uma cópia assinada e emoldurada da camiseta que ele projetou, a banda gostava tanto do seu trabalho que o convidaram para criar a obra de arte para o LP Underground XIII

## Gravação e composição
Esse CD possui demos de muitos álbuns de estúdio da banda. "Cumulus" e "Pretty Birdy" são ambos das sessões de Meteora, o último dos quais é a demo original de 2002 de "Somewhere I Belong". "Basquiat" e "Universe", ambos são das sessões de Minutes to Midnight, sendo ambas as músicas instrumentais. "Primo" é a demo original de "I'll Be Gone" e foi das sessões de A Thousand Suns; "Holding Company", "Hemispheres" e as três demos que foram combinados para se tornar "Until It Breaks": "Apaches", "Foot Patrol" e "Three Band Terror", vem das sessões de gravação de Living Things.
Algumas das demos desse álbum foram reutilizados para outros projetos. "Universe" tornou-se o instrumental para a música de Lupe Fiasco, "Resurrection", uma faixa em que Mike trabalhou. "Holding Company" foi usado ao vivo como uma introdução prolongada para "Lost in the Echo" ao longo do ciclo da turnê do Living Things. Enquanto a música não era necessariamente usada, o título de "Apache" foi usado como um nome para a introdução prolongada de "Waiting for the End" começando no ciclo da turnê do Living Things. A introdução apresenta o segundo verso de "Until It Breaks" sobre a batida do instrumental de "Waiting For The End".

## Faixas
| Faixas do CD   |                                                                          |         |  |
| N.º            | Título                                                                   | Duração |  |
| 1.             | "Basquiat" (2007 Demo)                                                   | 3:22    |  |
| 2.             | "Holding Company" (título de trabalho de "Lost in the Echo" – 2011 Demo) | 5:02    |  |
| 3.             | "Primo" ("I'll Be Gone" Demo)                                            | 5:57    |  |
| 4.             | "Hemispheres" (2011 Demo)                                                | 3:42    |  |
| 5.             | "Cumulus" (2002 Demo)                                                    | 3:04    |  |
| 6.             | "Pretty Birdy" ("Somewhere I Belong" 2002 Demo)                          | 4:05    |  |
| 7.             | "Universe" (2006 Demo)                                                   | 3:59    |  |
| 8.             | "Apaches" ("Until It Breaks" Demo N.01)                                  | 2:42    |  |
| 9.             | "Foot Patrol" ("Until It Breaks" Demo N.02)                              | 2:29    |  |
| 10.            | "Three Band Terror" ("Until It Breaks" Demo N.03)                        | 2:00    |  |
| 11.            | "Truth Inside A Lie" (LPU Sessions 2013)                                 | 4:23    |  |
| 12.            | "Change" (LPU Sessions 2013)                                             | 4:07    |  |
| Duração total: | Duração total:                                                           | 44:57   |  |